# Veronica balansae
Veronica balansae är en grobladsväxtart som beskrevs av Stroh. Veronica balansae ingår i släktet veronikor, och familjen grobladsväxter. Inga underarter finns listade i Catalogue of Life.